# Autosalon

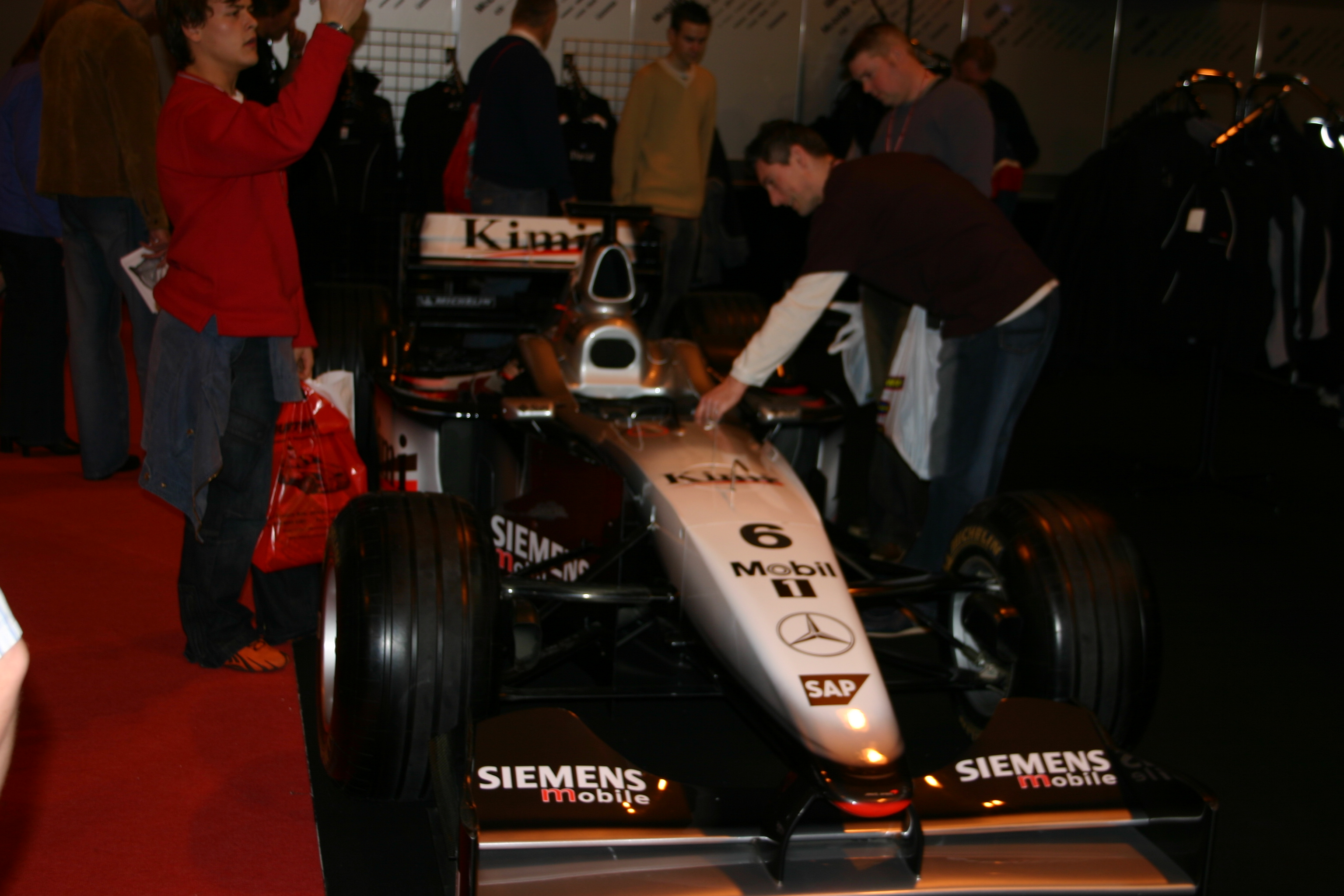
Autosalon Autosport International, leden 2004

Autosalon je veřejná přehlídka současných automobilových modelů, novinek nebo konceptů. Výrobci na něm předvádějí své automobily. Většina autosalonů se koná jednou nebo dvakrát za rok. Jsou nezbytné pro automobilové výrobce a lokální dealery z důvodů styku s veřejností, reklamy a zvýšení publicity.
Nejvýznamnějšími výstavami jsou:
- Ženevský autosalon
- Internationale Automobilausstellung, Frankfurt nad Mohanem
- Mondial de l'Automobile, Paříž
- North American International Auto Show, Detroit
- Tokyo Motor Show, Tokio

## Další autosalony
- Auto China, Peking
- Auto Expo, Nové Dillí
- Automechanika, Frankfurt
- Auto Mobil International, Lipsko
- Automobil- und Tuningmesse Erfurt
- Auto Shanghai, Šanghaj
- Bologna Motor Show
- British Motor Show, Londýn
- Essen Motor Show, Essen
- LA Auto Show, Los Angeles
- MIMS, Moskva
- New York International Auto Show, New York
- Reisen & Caravan, Erfurt
- Retro Classics, Stuttgart
- Techno-Classica, Essen
- Tuning World Bodensee, Friedrichshafen
- Salone dell'automobile di Torino, Turín
- Veterama, Mannheim
- Vienna Autoshow, Vídeň